# Чабринович, Неделько
Неделько Чабринович (серб. Недељко Чабриновић; 2 февраля 1895, Сараево, Австро-Венгрия — 23 января 1916, Терезин, Австро-Венгрия) — сербский националист. Член сараевской ячейки организации «Чёрная рука», участник покушения на эрцгерцога Франца Фердинанда, которое послужило формальным поводом к началу Первой мировой войны.

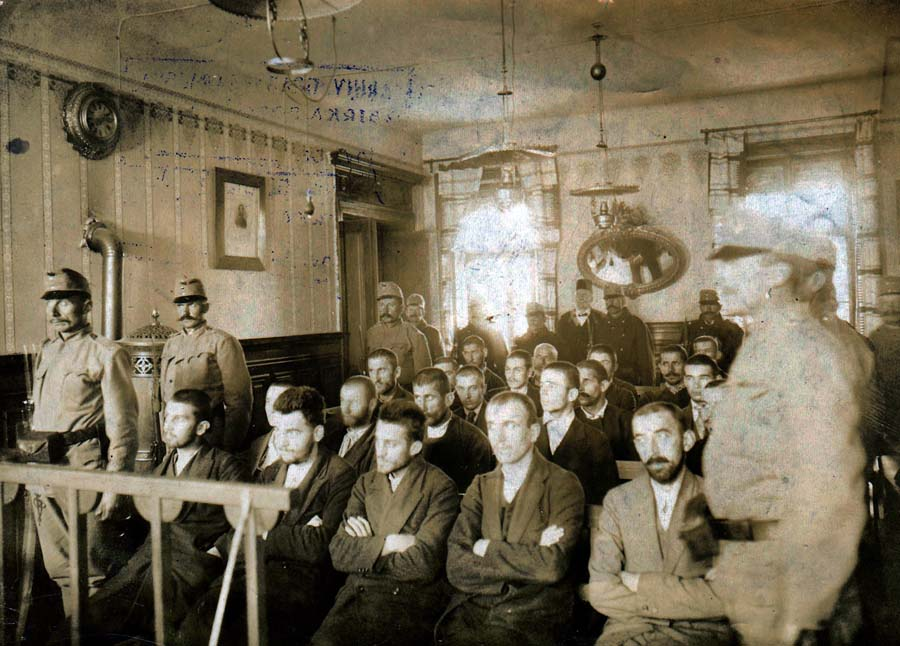
Трифко Грабеж, 2. Неделько Чабринович, 3. Гаврило Принцип, 4. Данило Илич, 5. Мишко Йованович .(октябрь 1914 г.)

## Биография
Боснийский серб, подданный Австро-Венгрии. Его отец Васо Чабринович владел таверной в Сараево. В молодом возрасте работал в отцовской таверне, но из-за тяжёлых условий решил уйти из дома и учиться. Работал слесарем; затем — печатником. Критически относился к австрийскому обществу. Участвовал в организации ряда забастовок среди рабочих в разных городах Боснии. Подвергался преследованиям, периодически его высылали из городов. Работал в Сремски-Карловци, Шиде и Белграде, где познакомился с анархистской литературой. В 1912 году стал членом организации «Чёрная рука».
Участвовал в деятельности сербско-боснийской революционной организации, боровшейся в 1912—1914 годах за присоединение Боснии и Герцеговины к Великой Сербии — «Млада Босна».
Сообщник Гаврило Принципа. Трое юношей — Гаврило Принцип, Трифко Грабеж и Неделько Чабринович — проживавшие в Белграде, 28 июня 1914 года совершили покушение на эрцгерцога Франца Фердинанда.
Белградских террористов заговорщики обеспечили не только шестью ручными гранатами, четырьмя автоматическими пистолетами «Браунинг» и амуницией, но и деньгами, пилюлями с ядом, специальной картой, с нанесённым на неё расположением жандармов и небольшой картой, позволяющей использовать тайные пути, которыми пользовались агенты и армия для переправки в Австро-Венгрию.
Чабринович был третьим из террористов, расположенных на маршруте эрцгерцога. Двум нападавшим на эскорт не удалось совершить покушение. Чабриновичу удалось бросить гранату в машину эрцгерцога, но он промахнулся. Осколками был убит шофёр третьей машины и ранены её пассажиры, а также полицейский и прохожие из толпы. Чабринович проглотил заранее полученный им яд (цианистый калий), но его только вырвало. Возможно, вместо цианистого калия ему дали какой-то более слабый яд. Он прыгнул в реку, но уже в реке был схвачен, жестоко избит, и передан в руки австрийцев.
Был арестован, на суде сознался в преступлении, но, охарактеризовал себя как человека, борющегося за высшую цель, который готов умереть за неё. Приговорён к двадцати годам тюремного заключения. Был отправлен в тюрьму в Терезине, где содержался в одиночной камере в тяжёлых условиях.
Умер в заключении от туберкулёза.